# Art sacré
Les arts sacrés sont les productions artistiques ou les pratiques (comme la peinture, la sculpture , la musique, la poésie, la danse, etc.) ayant pour but l'expression du sacré. Les édifices religieux relèvent, par définition, de l'art sacré.
Autres exemples qui font partie de l'art sacré mondial : les vitraux et les rosaces des cathédrales, les icônes chrétiennes, les mandalas bouddhistes construits sur le cercle et selon des formes géométriques, la calligraphie coranique des mosquées...
Par opposition le mot profane catégorise les arts qui ne relèvent pas du sacré.

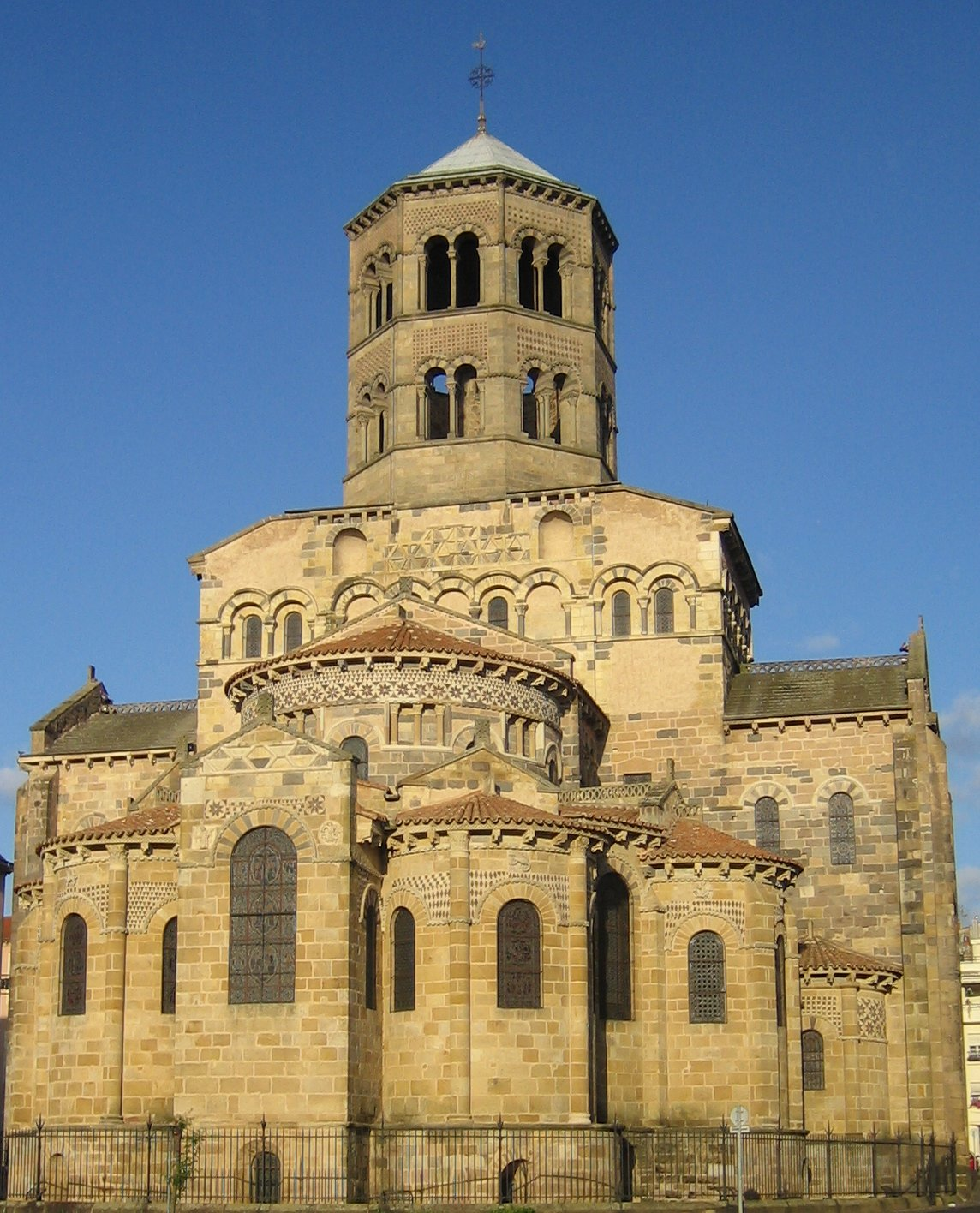
Exemple d'architecture romane chrétienne : Saint-Austremoine d'Issoire.
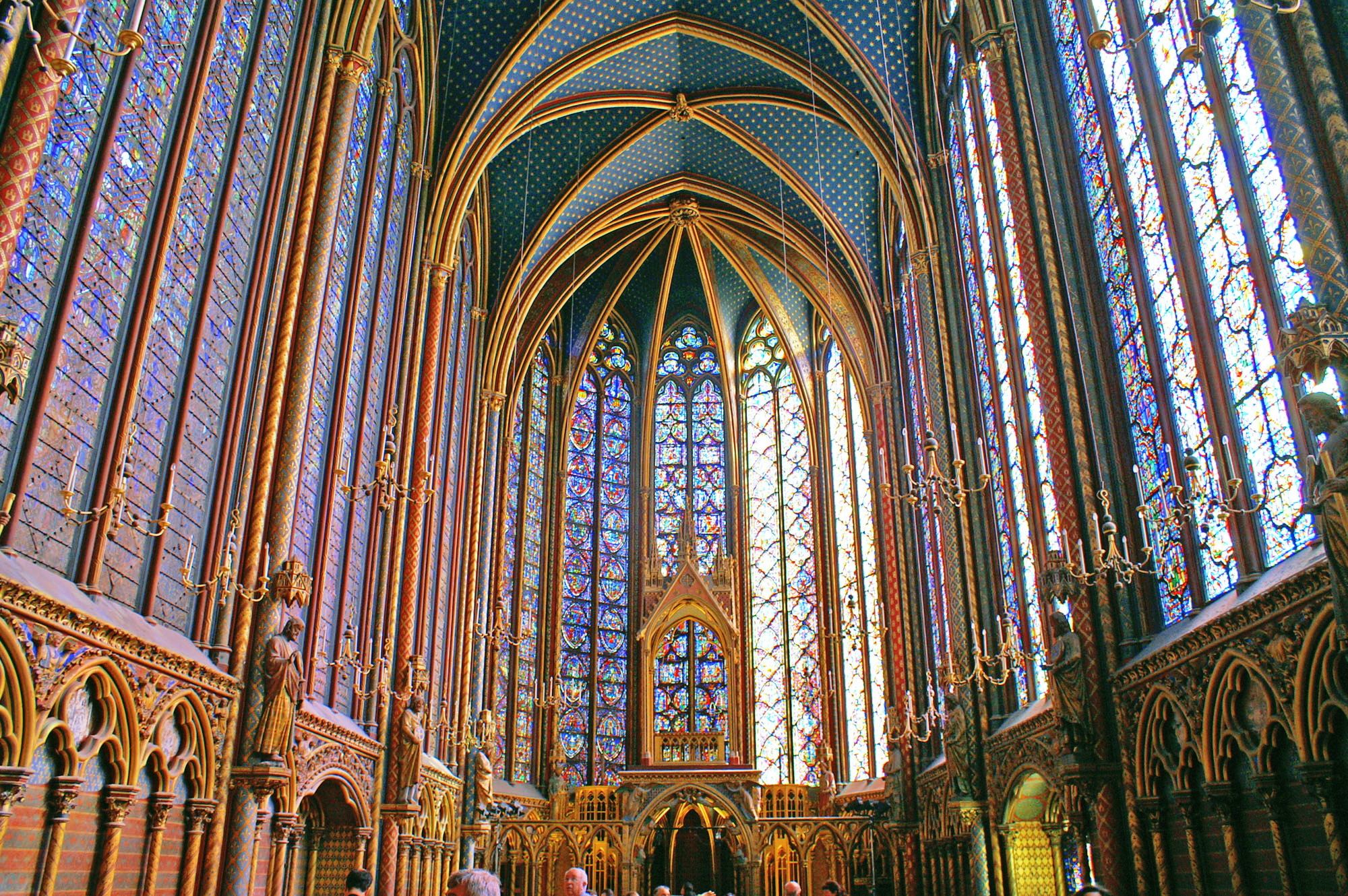
La Sainte-Chapelle, Paris (gothique rayonnant).
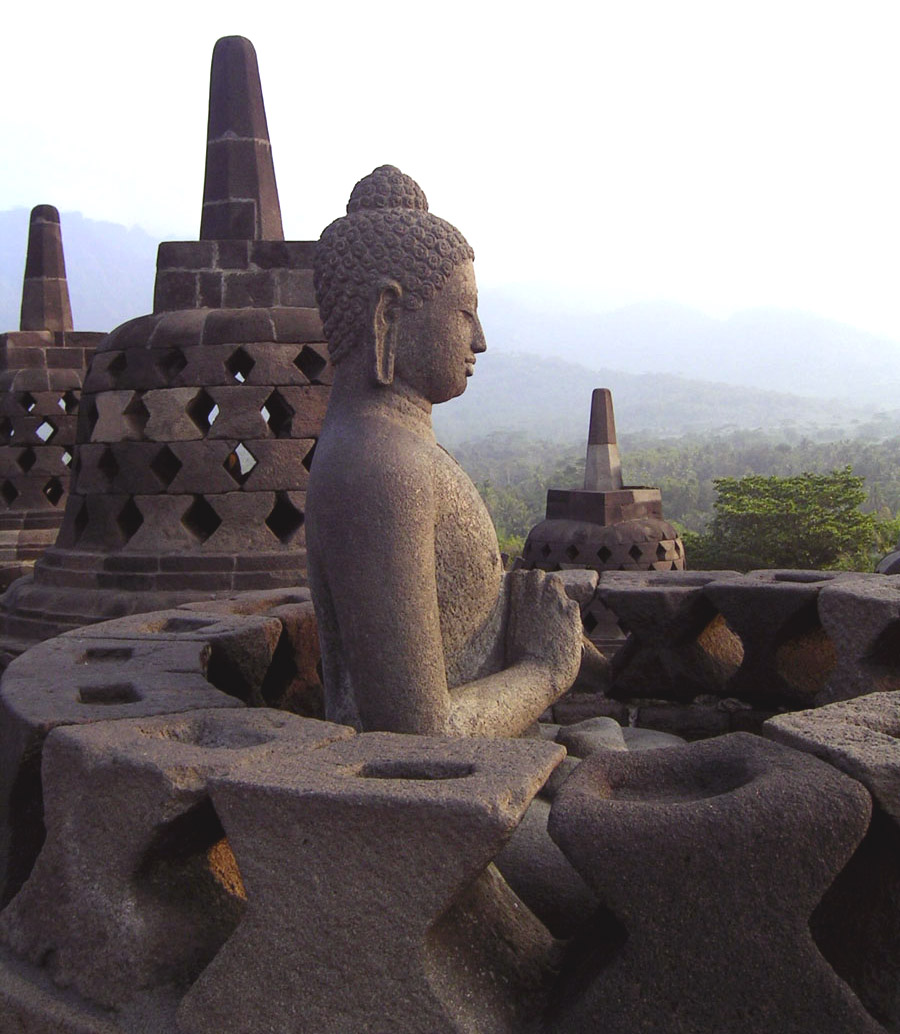
Bouddha du temple de Borobudur.